# Oncocnemis griseicollis
Oncocnemis griseicollis är en fjärilsart som beskrevs av Augustus Radcliffe Grote 1882. Oncocnemis griseicollis ingår i släktet Oncocnemis och familjen nattflyn. Inga underarter finns listade i Catalogue of Life.